# Coves de Bezeklik
Les Coves dels Mil Budes de Bezeklik  (en xinès tradicional i simplificat: 柏孜克里千佛洞; en pinyin: Bózīkèlǐ Qiānfódòng) són un complex de grutes budistes que daten dels segles V a XIV i es troben entre les ciutats de Turpan i Shanshan (Regne Loulan), al nord-est del Desert de Taklamakan, prop de les runes de Gaochang a la Vall Mutou, una gorja de les Muntanyes Flamejants a la Xina. Es troben en penya-segats, i la majoria de les coves que encara perduren daten dels segles X a XIII.

## Murals de Bezeklik

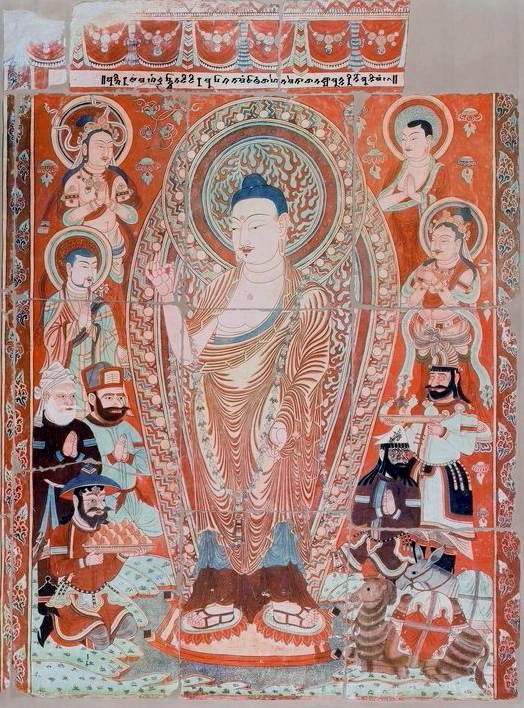
Escena Pranidhi al temple 9 (Cova 20)

Són coves esculpides en la roca, cadascuna té un mural representant Buddha. Algunes contenen altres representacions que envolten el Buda que poden incloure figures de personatges indis, perses i europeus. La qualitat dels murals és molt variable anant des de mostres d'art naïf a obres mestres.
Els murals de Bezeklik han sofert danys considerables intencionats. A més, durant finals del segle xix i principis del XX exploradors europeus i japonesos van trobar murals intactes colgats a la sorra i se’n van endur molts que ara es troben dispersos per tot el món. Alguns dels millor conservats van ser portats a Alemanya per l'explorador Albert von Le Coq i destruïts pels bombardeigs durant la Segoan guerra Mundial. També hi peces a d'altres museus com l'Hermitage de Sant Petersburg, el Museu Nacional de Tòquio, el Museu Britànic i els museus nacionals de Corea i de Nova Delhi, Índia.

## Galeria

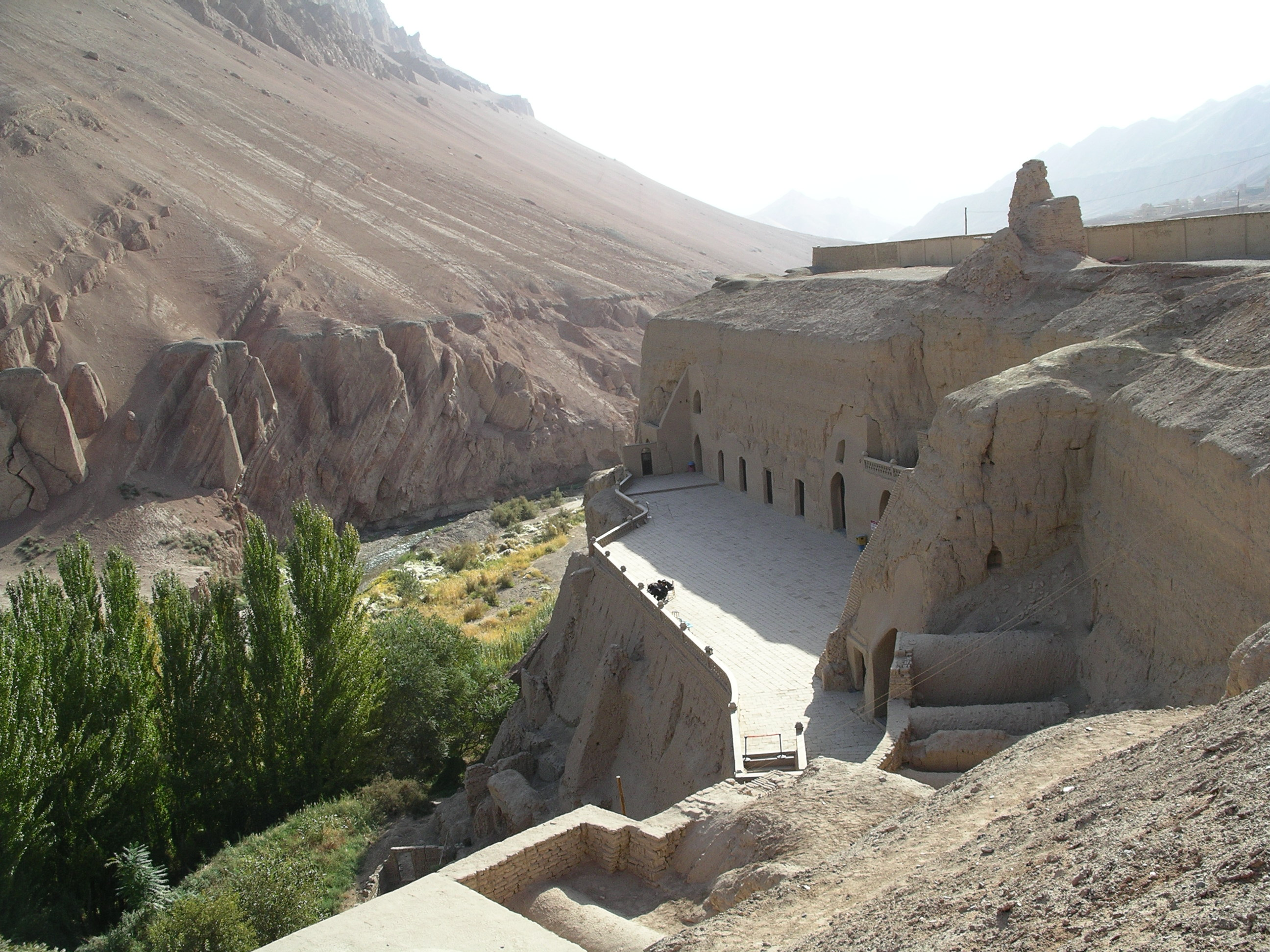
Vista de les coves
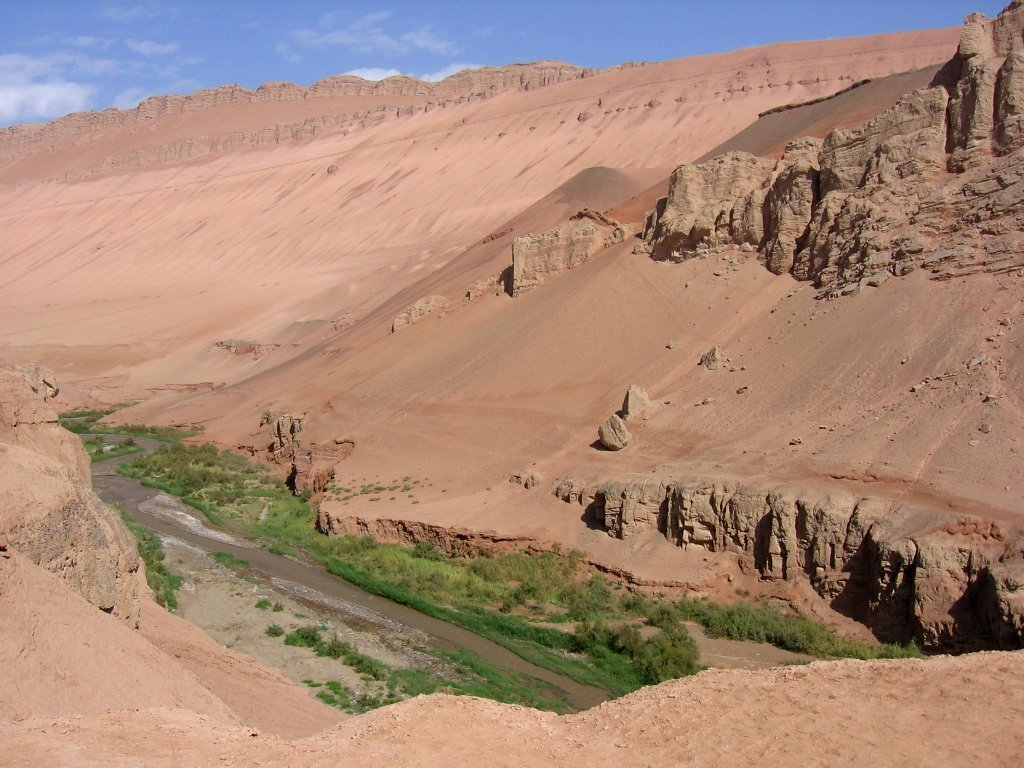
Vista de la vall
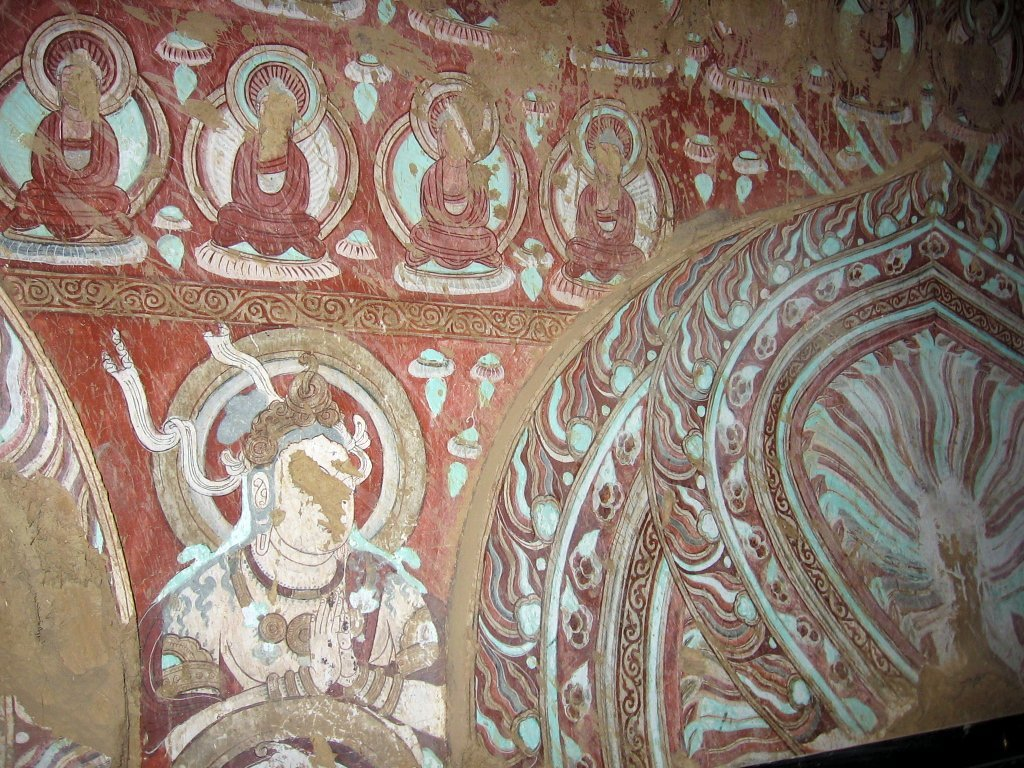
Frescs de Budes
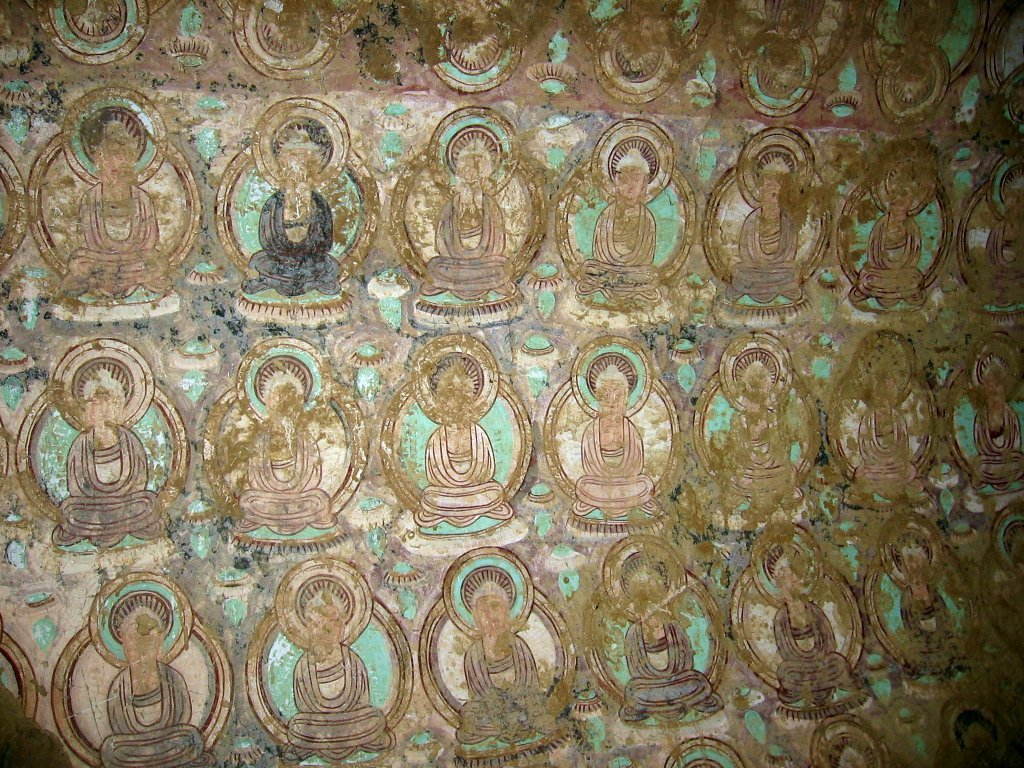
Frescs de Budes
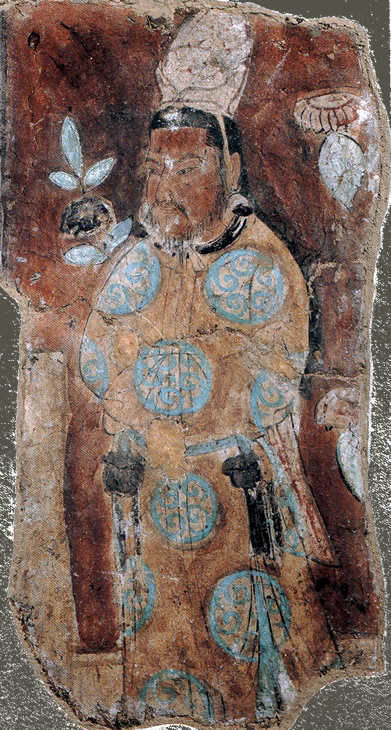
Un príncep uigur
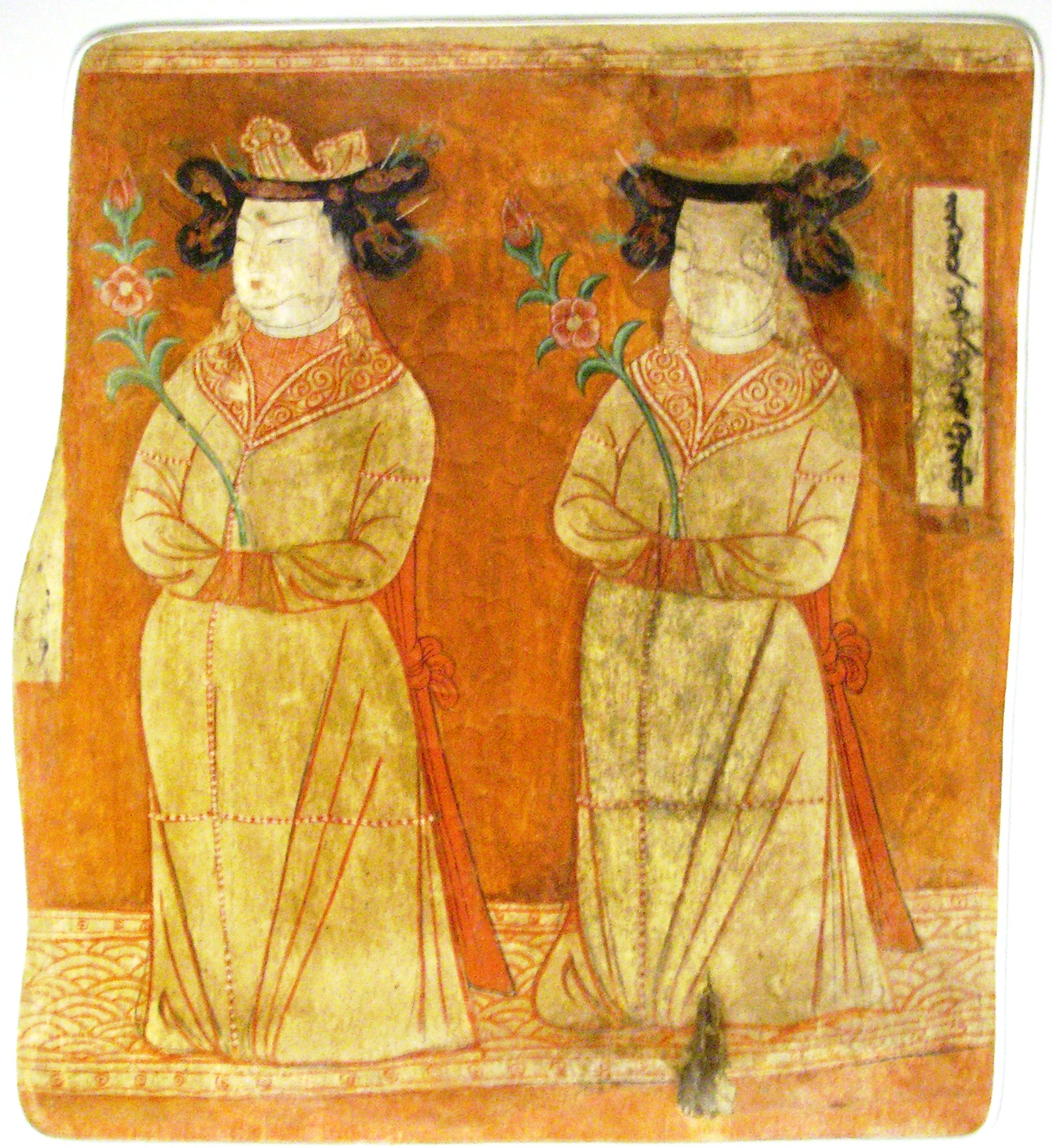
Princesa uigur, cova 9, Museu d'Art Asiàtic (Berlín)
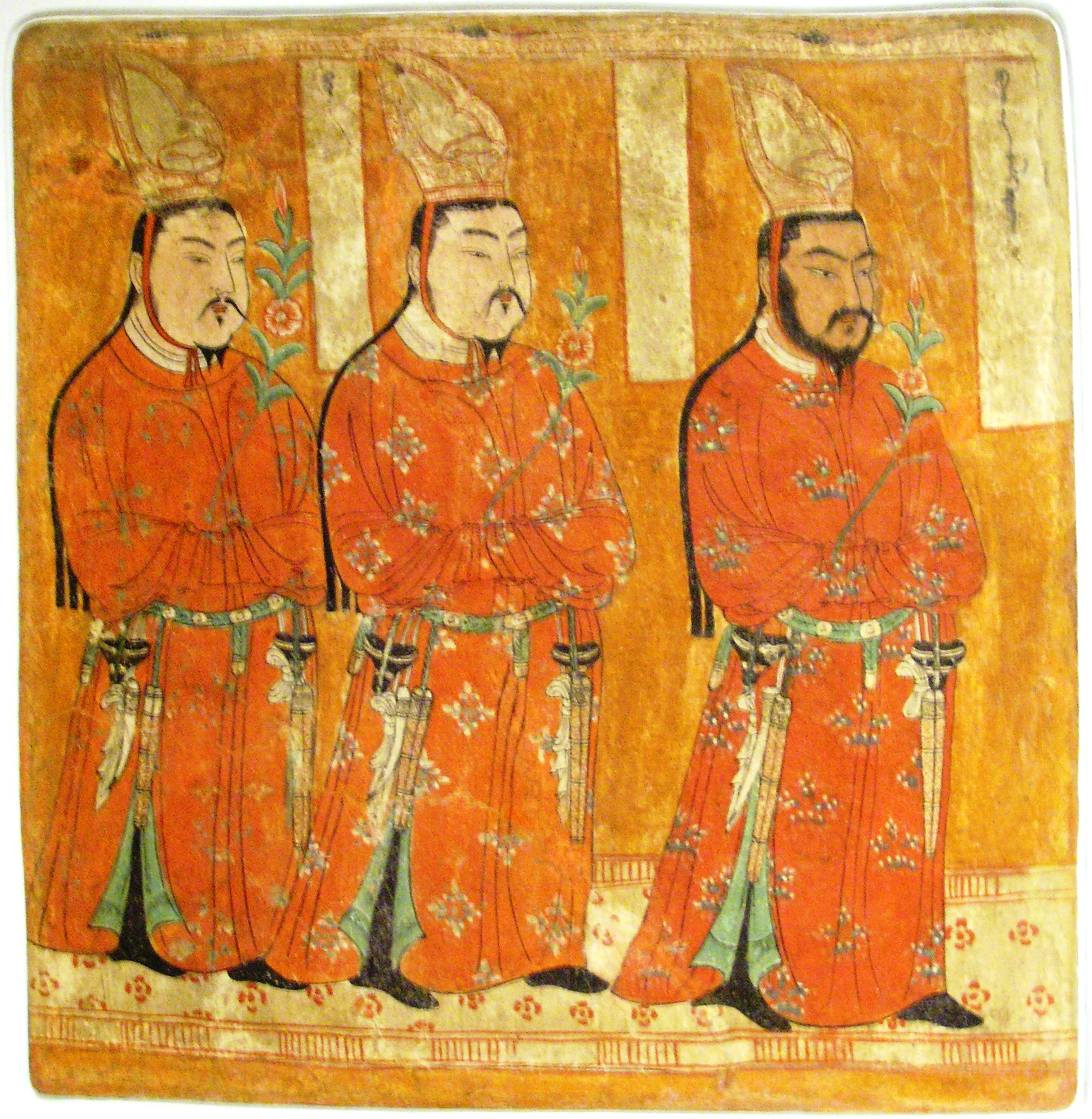
Princesa uigur (es troba actualment a Berlín)
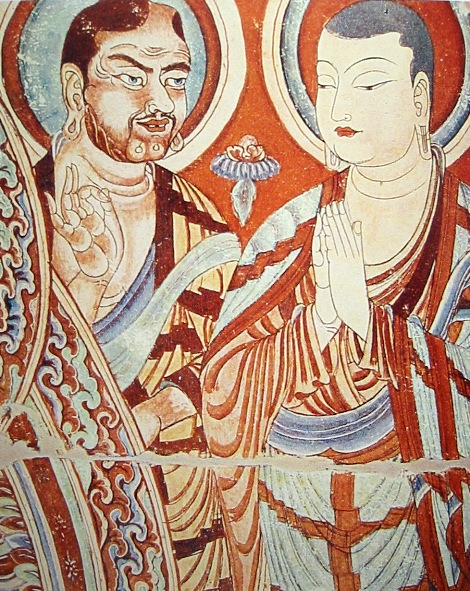
Un possible monjo tocarià (a l'esquerra)